# 鬱ゲー
鬱ゲー（うつゲー）は、コンピュータゲームにおけるサブジャンルの一つ。
ストーリー・雰囲気を重視したタイトルにおいて指される傾向があり、サイコロジカルホラーとジャンルが重複することがある。

## 定義
一般的にはプレイ中、不幸な悲劇や救いようのない状態に陥って気が滅入る作品を指す俗語。
狂気を題材にした内容が含まれる傾向があり、『さよならを教えて 〜comment te dire adieu〜』や『ジサツのための101の方法』などの例がある。狂気だけでなく、実際に鬱病、そしてそこから引き起こされる「統合失調症」や「解離性同一性障害」などの精神疾患にプロット・ゲーム性が強く根強いたタイトルを指す場合もあり、『サイレントヒル２』や『Spec Ops: The Line』、『Hellblade: Senua's Sacrifice(英語版)』『OMORI』といったタイトルが該当される場合がある。

加えて、「泣きゲー」と呼ばれる悲劇的な展開をするジャンルと重複する部分もあり、例えば『銀色』『君が望む永遠』『School Days』のように、「鬱ゲー」と「泣きゲー」の両要素を併せ持っている。
このジャンル自体はファミコン時代から存在し、「カイの冒険」などが該当する。